# James Hope-Scott
Pour les articles homonymes, voir James Scott, Hope et Scott.
James Hope-Scott, né le 15 juillet 1812 et mort le 29 avril 1873, est un avocat et canoniste britannique. Membre du mouvement d'Oxford, il se convertit au catholicisme en 1851.

## Biographie

### Formation et conversion
James Robert Hope est le troisième fils du général Alexander Hope et l'un des petits-fils de John Hope (2e comte de Hopetoun). Après une enfance passée au Royal Military College de Sandhurst, dirigé par son père, il entre au sein de l'Eton College et à la Christ Church d'Oxford, où il se lie d'amitié avec William Ewart Gladstone et John Henry Newman. 
En 1838, il entre à la Lincoln's Inn comme avocat. En 1840, il passe huit mois à Rome, puis participe à la fondation, entre 1840 et 1843, du Trinity College de Glenalmond. Proche de Newman, il devient avec ce dernier l'un des premiers membres du mouvement d'Oxford. Il devient également le conseiller d'Edward Bouverie Pusey ainsi qu'un spécialiste en droit canonique.
Après la condamnation du mouvement par George Cornelius Gorham le 12 mars 1850, il réunit chez lui les personnalités du courant anglo-catholique. Naît alors de cette réunion une série de résolutions qui les mène à se rapprocher du catholicisme.
En 1851, son épouse Charlotte et lui rejoignent finalement la pleine communion avec l'Église catholique romaine, en même temps qu'Henry Edward Manning.

### Carrière d'avocat
Bien que frustré d'être un laïc, il croit trouver sa vocation au sein de l'Église anglicane en tant qu'avocat canoniste. 
En 1839, il est de plus en plus impliqué dans son travail parlementaire. Il devient en effet conseiller du gouvernement britannique à propos de la loi sur les mariages étrangers puis du projet de loi sur la compétence consulaire en 1843. En 1843 et 1844, à la suite de la guerre des Pâtisseries, il est de nouveau engagé par le gouvernement pour préparer un rapport sur les litiges entre France et Mexique. 
En tant qu'avocat ecclésiastique, il est impliqué dans le projet de loi sur les tribunaux ecclésiastiques de 1843. L'année suivante, l'évêque de Londres, Charles James Blomfield, le recommande au chancelier John Copley pour participer à la rédaction d'un code pénal anglais. Il aurait alors été chargé d'examiner les infractions menées contre la religion et l'Église. Mais à la fin de 1845, il refuse de reconnaître la reine Victoria comme gouverneur suprême de l'Église d'Angleterre et manque ainsi d'entrer au Conseil de la reine. 
Il devient ensuite, dès 1852, l'avocat de John Henry Newman.
Il prend sa retraite en 1870 et consacre le reste de sa vie aux œuvres caritatives et à la littérature. 

### Vie maritale

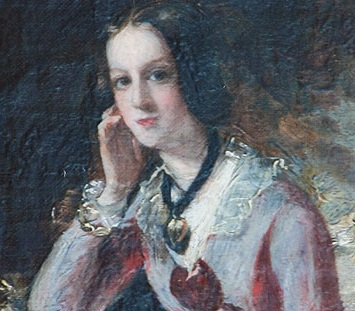
Charlotte, première épouse de James Hope.

En 1847, il épouse Charlotte Lockhart, fille de l'écrivain John Gibson Lockhart et petite-fille de Walter Scott. Six ans plus tard, ils héritent d'Abbotsford. James et sa femme y font construire une aile dédiée à leur famille ainsi qu'une chapelle pour le culte catholique. Ils prennent également Hope-Scott pour nom d'usage. Ils ont une fille, Mary Monica, née le 2 octobre 1852, qui épouse Joseph Constable Maxwell, troisième fils de William, Lord Herries. Deux autres enfants meurent en bas âge. Charlotte meurt finalement en couche le 26 octobre 1858.
En 1861, James épouse Victoria Fitzalan-Howard, fille du 14e duc de Norfolk. Ils ont ensemble un fils, James Fitzalan Hope, titré baron Rankeillour, et trois filles. Deux enfants de ce mariage meurent également en bas âge tandis que Victoria meurt elle aussi en couche.